# Jens Ritter

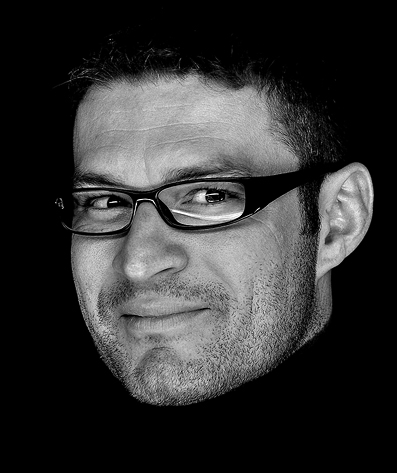
Jens Ritter

Jens Ritter (* 11. Juli 1972 in Bad Dürkheim) ist ein deutscher Gitarrenbauer und Künstler.

## Leben
Ritter, ein gelernter Maschinenbautechniker, begann bereits als Jugendlicher, an seiner E-Gitarre herumzubasteln. Von seinem Großvater hatte er Schnitzen gelernt und von seinem Vater erhielt er die Werkzeuge, die er benötigte. Er spielte in verschiedenen regionalen Bands und schuf ab 1994 seine ersten beiden eigenen E-Bässe; diese überließ er einem Autor der Zeitschrift Gitarre & Bass und erhielt eine gute Rezension. Die ersten drei Jahre betrieb Ritter den E-Bassbau hobbymäßig, anschließend machte er sich mit diesem Handwerk beruflich selbständig. Er stellte seine Instrumente auf der Musikmesse Frankfurt und bei der National Association of Music Merchants in den USA aus und konnte einige namhafte Kunden gewinnen; zu den ersten zählten Doug Wimbish und Phil Lesh. Nachdem er zunächst E-Bässe geschaffen hatte, begann Ritter auch mit der Herstellung von E-Gitarren, und konnte hier unter anderem George Benson als Kunden gewinnen. Außerdem fertigte Ritter bereits Gitarren für Prince, Lady Gaga, Mary J. Blige und Otto Waalkes an.
Seit 2008 ist Jens Ritter auch als Künstler tätig. Mit Eröffnung einer Ausstellung seiner E-Gitarren und Kunstwerke im Museum Pfalzgalerie Kaiserslautern. 2015 startete Ritter seine offizielle Karriere als Künstler. Bei der Ausstellung Rock’n‘Roll Masterpieces im April 2023 in der Galerie Hohmann Palm Springs (CA) veröffentlichte Ritter die Kunstserie „Sleeping Beauties“ – hochwertigste E-Gitarren, die für einen Zeitraum von 100 Jahren deaktiviert und versiegelt werden.
Seit 2007 ist Ritters Manufaktur in einem ehemaligen Weingut im pfälzischen Deidesheim ansässig, wo er mit seinem Team jedes Jahr etwa 70 bis 80 Instrumente herstellt, die größtenteils exportiert werden; ca. 60 % gehen in die USA. Bis zu eineinhalb Jahre und länger dauert die Herstellung eines Objektes, das bis zu 260.000 € kostet. Ritters E-Gitarren und Kunstwerke werden nicht nur von Musikern, sondern auch von Sammlern und Museen erworben; seine Instrumente sind im Metropolitan Museum of Art (New York City), im Smithsonian American Art Museum (Washington, D.C.), im Museum of Fine Arts (Boston) und im Technoseum (Mannheim), im NAMM Museum Carlsbad, CA und im MPK Museum (Kaiserslautern) zu sehen.

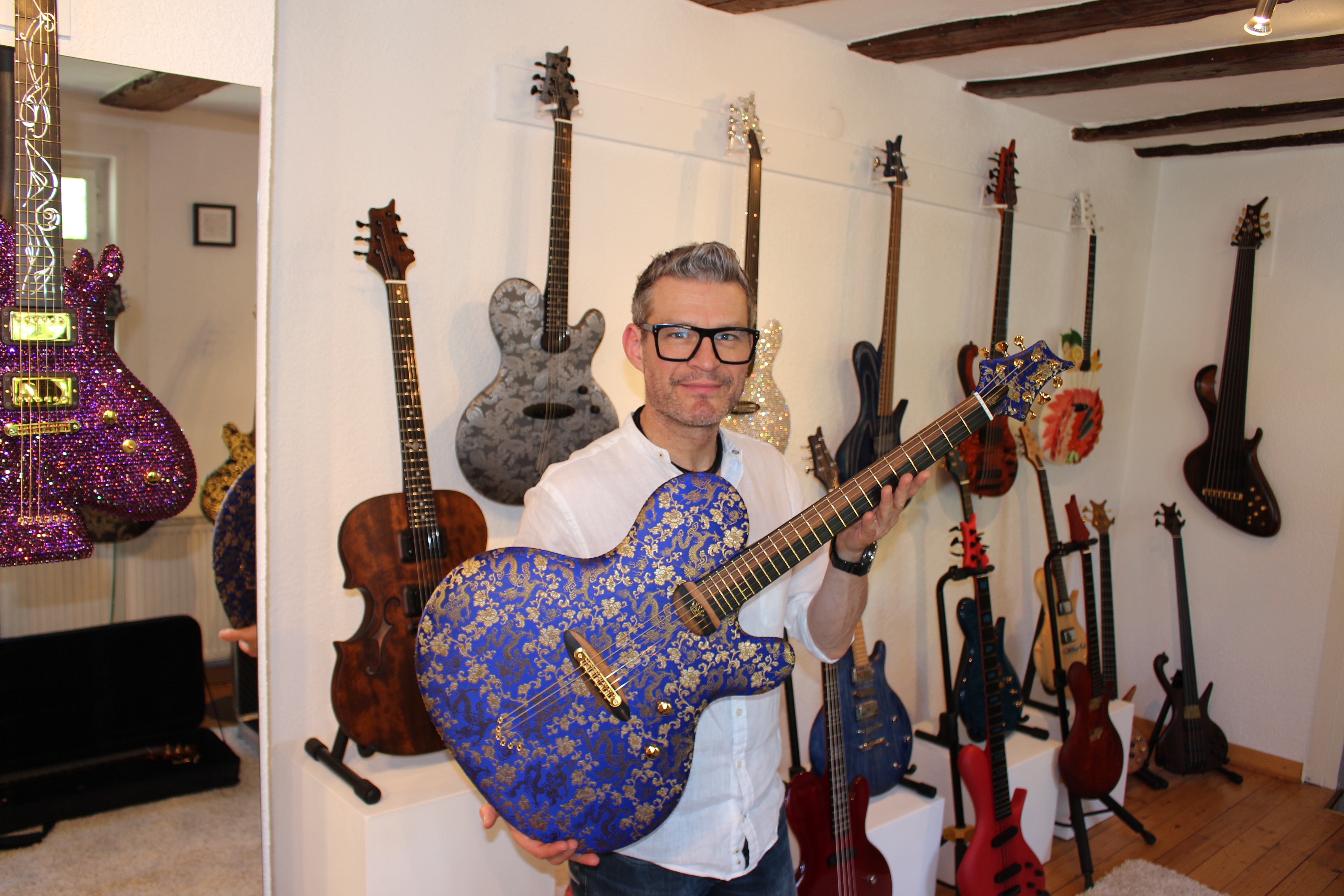
Jens Ritter (2022)

Zu Ritters Instrumenten werden Hölzer wie Ahorn, Mahagoni oder Ebenholz verarbeitet, aber gelegentlich auch solche, die normalerweise nicht gut klingen; für die E-Gitarre „The Pechstein“ verwendete er Eichenholz und 2019 stellte er die E-Gitarre „The Kerwebaum“ vor, die er aus dem Kerwebaum der Deidesheimer Weinkerwe geschaffen hatte, einer Fichte. Ritter schenkte das Instrument der Stadt Deidesheim, es soll im historischen Rathaus seinen Platz finden.